# Hans Purrmann
Hans Marsilio Purrmann Schirmer (Espira, Alemania, 10 de abril de 1880 - Basilea, Suiza, el 17 de abril de 1966) fue un pintor y grabador expresionista alemán.

## Biografía

### Los inicios
Comienza el aprendizaje en el taller artesanal de su padre y lo continúa en la escuela de Karlsruhe entre 1897 y 1899). En la academia de arte en Múnich estudia dibujo con el maestro Gabriel von Hackl  y pintura con el connotado pintor Franz von Stuck.

### París 1905-1914
1905. Se establece en París, y se convierte en uno de los primeros artistas en familiarizarse con el arte de Henri Matisse.
1912. El 13 de enero se casa con Mathilde Vollmoeller en Stuttgart. Desde su luna de miel en Ajaccio, Córcega, Matilda, escribe el 4 de febrero de 1912 a Rainer Maria Rilke: "grandes árboles de caucho, con flores de mimosas, geranios y rosas, y colocó un pueblo abandonado, casi sin invitados y jardines cubierto cerrados y las casas. Queremos buscar refugio durante meses y con humildad para asimilar y conocer aún más de estos magníficos árboles, rocas, paredes de mar."
Matilde contrae la malaria y regresa sola a Alemania a fin de curarse. En septiembre nace su hija Christine (1912-1993), quien se convertiría en un pianista famosa en los años 50. Debido al nacimiento de la hija se mantiene Purrmann entre Beilstein en Heilbronn, donde produce varias películas. Beilstein es el asiento de la familia Vollmoeller.
Purrmann encuentra un nuevo apartamento en París y envía cartas de Matilde con los planos de planta para la residencia en la Rue d'Arras.
1914. Nace su hijo Robert (1914-1992) el 30 de enero en París.

### Beilstein. 1914-1915
1914. Beilstein, Württemberg. Lo toma por sorpresa el estallido de la guerra en julio de ese año. En París, pierde su apartamento y muchas obras de arte (incluidas las obras de Renoir, Cézanne, Seurat, Picasso, Rousseau y Matisse). Durante este tiempo, es a menudo en Stuttgart, donde tiene relaciones con el pintor y marchante de arte Bernard Pankok Zinser. Matilda se retira de la pintura y queda al cuidado de los niños.
Purrmann está exento del servicio militar a causa de su discapacidad: ha sufrido desde el nacimiento, el síndrome de Thompson, un trastorno neurológico raro que restringe sus movimientos y capacidad de respuesta. A menudo, sufrido caídas y lesiones menores.
1916. Se muda a Berlín y expone con los artistas más jóvenes de la Secesión.
Gran parte de lo que hizo en este tiempo fue obra gráfica.
Se dedica a la revista de arte "Kunst und Künstler", editada por Karl Scheffler. Es invitado a la Academia de las Artes de Prusia, pero no se convierte en profesor.

### Berlín - Langenargen 1916-1935
1919. Es propuesto por Liebermann y Slevogt para ingresar a la Academia Prusiana de Artes de Berlín.

### 1935-1943
1935. Se traslada a Italia y se convierte en jefe de la Villa Romana de Florencia. Esta posición fue incierta después de que sus obras fueran declaradas arte degenerado en su país de origen. Cuando Mussolini cayó, huyó a Suiza.

### Montagnola 1943-1966
1944.Desde la primavera se encuentra en Montagnola, Italia.
1956. En Basilea, visita la exposición de Beckmann y en Zúrich una de Cézanne. Purrmann es retratado por el escultor Gerhard Marcks. Se encuentra con el escritor Hermann Hesse y el artista Gunter Böhmer

## Exposiciones
Entre las inmnumerables exposiciones de Purrmann, se destaca la gran retrospectiva organizada por la Kunstverein de Hannover con motivo del 80 aniversario del artista